# Rodrigo Riquelme
Rodrigo Riquelme Reche (* 2. dubna 2000), známý jako Roro, je španělský fotbalista, který hraje jako záložník za Atlético Madrid a španělskou reprezentaci.

## Klubová kariéra

### Atlético Madrid
V roce 2010, ve věku deseti let, se připojil k akademii Atlética Madrid. Za B-tým debutoval dne 16. března 2019.
Riquelme debutoval v A-týmu dne 1. září 2019 proti SD Eibar, do zápasu nastoupil jako náhradník za Thomase Lemara.

#### Bournemouth (hostování)
Dne 1. října 2020 byl poslán na hostování do Bournemouthu. Debutoval proti Cardiff City. Svůj první gól za klub vstřelil proti Derby County dne 31. října 2020.

#### Mirandés (hostování)
Dne 30. srpna 2021 byl poslán na hostování do CD Mirandés.

#### Girona (hostování)
Dne 1. srpna 2022 byl poslán na hostování do Girony.